# Società Guide del Cervino
La Società Guide del Cervino (in francese Société des guides du Cervin) è l'associazione di guide alpine presente a Breuil-Cervinia, nel comune di Valtournenche (Valle d'Aosta). Nata nel 1865, è una delle società di guide più antiche del mondo. Prende il nome dal Cervino ai piedi del quale si estende la Valtournenche.

## Storia

Jean-Antoine Carrel

A metà del 1800 sono numerosi gli aristocratici, in particolare inglesi, che affrontano il Grand Tour. Effetto di ciò è il loro arrivo nei pressi delle grandi montagne delle Alpi e nei villaggi presenti a ridosso delle cime più famose del tempo, soprattutto quelle vicine al passaggio della Via Francigena, che attraversa tuttora il Colle del Gran San Bernardo. Tra queste, oltre al Monte Bianco, vi era sicuramente il Cervino.
La Valtournenche e la Mattertal, le vallate che si estendono ai piedi del Cervino, in quel periodo storico erano, infatti, molto frequentate dagli aristocratici del Grand Tour, affascinati dalla forma perfetta della piramide del Cervino. Tra questi vi era sicuramente John Ruskin che tra i suoi numerosi viaggi in Italia transitò a Breuil-Cervinia, definendo il Cervino come «Il più nobile scoglio d'Europa». Anche il famoso scienziato Horace-Bénedict De Saussure visitò le valli dell'attuale Valle d'Aosta e, nella sua opera Voyages dans les Alpes, descrisse le cime con un entusiasmo tale che pubblicizzò agli studenti universitari dell'Università di Ginevra, dove era professore, e, conseguentemente, agli aristocratici europei le bellezze naturali della regione.
Tra i numerosi aristocratici inglesi diversi sono coloro i quali vorrebbero tentare la salita al Cervino, chiedendo ai montagnards della Valtournenche di accompagnarli prima in escursioni brevi, poi di tentare salite su montagne più accessibili, fino ad ambire al Cervino. Edward Whimper fu uno di questi, domandando proprio a Jean-Antoine Carrel, l'accompagnatore della Valtournenche più famoso del tempo, a tentare il Cervino nel 1861.
Jean-Antoine Carrel, infatti, era uno dei pochi abitanti di Crétaz, villaggio dell'alta Valtournenche, ad ambire lui stesso alla salita del monte. Nel 1857, infatti, iniziò a tentare le salite con lo zio Jean-Jacques Carrel e il suo amico Amé Gorret, arrivando per primo alla Testa del Leone. Dopo numerosi tentativi riuscì a raggiungere la Crête du Coq nel 1861.
Nel 1862, a seguito di un mancato tentativo di Carrel e Whymper insieme per cattivo tempo, i due divennero antagonisti. Iniziò così la gara alla salita del Cervino tra i due alpinisti.
Nel 1864 Quintino Sella impegnò Carrel a organizzare una spedizione tutta italiana per conto del Club Alpino Italiano, fondato nel 1863, sfidando apertamente il Alpine Club britannico, fondato nel 1857, che nel mentre aveva ingaggiato Whymper per l'impresa.
Carrel era pronto per una spedizione italiana con Felice Giordano o Quintino Sella nel luglio del 1864, ma né Sella né Giordano erano disponibili, rimandando di un anno l'impegno.
L'11 luglio 1865, Jean-Antoine Carrel prepara i materiali per la salita, voluti da Felice Giordano, rallentando il processo. Il 14 luglio, infatti, partendo per primi, Jean-Antoine Carrel, Antoine-César Carrel, Jean-Joseph Maquignaz e Charles Gorret raggiungono il punto più alto raggiunto fino a quel momento, ma rimasero bloccati per cattivo tempo arrivato dalla parete sud, e Felice Giordano certificò l'avvenimento dal Breuil con una lettera destinata a Quintino Sella.
Nel mentre, però, Edward Whymper, con la squadra scelta da lui per l'Alpine Club, di cui facevano parte Michel Croz, Peter Taugwalder e suo figlio, Charles Hudson, lord Francis Douglas e il sig. Hadow, raggiunsero la cima dalla Cresta dell'Hörnli, tra la parete est e la parete nord, con una geniale intuizione dell'inglese. Nonostante ciò ebbe una riscossione mediatica globale e devastante per l'alpinismo mondiale, vista la portata della stampa dell'Impero Britannico di allora, l'incidente in fase di discesa del gruppo di Whymper, che portò alla morte degli inglesi Hudson, Douglas e Hadow, nonché del francese Croz. Fu la prima grande tragedia dell'alpinismo moderno ed ebbe notevole eco nell'opinione pubblica, tale persino da indurre la Regina Vittoria a bandire a qualsiasi cittadino dell'Impero Britannico l'ascensione del Cervino.
Tre giorni dopo, una volta scesi e riorganizzati a dovere, Carrel e compagni intrapresero una nuova salita dal versante italiano sulla Cresta del Leone, raggiungendo la cima il 17 luglio 1865. È in questa data che si riconduce la fondazione della Società Guide del Cervino.
Nei due anni successivi Jean-Antoine Carrel si impegna alla valorizzazione di quella che è diventata subito la Via Normale al Cervino e assieme all'amico abate Amé Gorret intuisce lo sviluppo economico che l'attività alpinistica potrebbe portare alle guide della Valtournenche. Fu così che nel 1867 assunse l'incarico per la costruzione di un rifugio alla Cravate del Cervino a 4114 metri.
Di ritorno dal rifugio della Cravate, nel 1890 Jean-Antoine Carrel assieme alla guida del Cervino Charles Gorret, accompagnando Leone Sinigaglia, muore di stenti dopo una tempesta durata 9 ore poco sotto al Colle del Leone, dove oggi è presente la famosa Croce Carrel, costruita a suo onore.
Nel 1893, sotto impulso del CAI, venne costruita a Torino una nuova capanna, chiamata Capanna Luigi Amedeo di Savoia, dedicata, appunto, a Luigi Amedeo di Savoia-Aosta e alle sue imprese alpinistiche. Venne quindi smontata a Torino e montata sulla via normale italiana al Cervino.
Nel 1910 venne costruito il rifugio Bobba, di proprietà del Club Alpino Italiano, sulla via verso i Jumeaux, ristrutturato poi nel 1982 e gestito dalla Società Guide del Cervino.
Tra gli anni '50, '60 e '70 vennero costruiti numerosi bivacchi utili alla salita dei alcune cime nel circondario di Breuil-Cervinia e Valtournenche, come ad esempio sulle creste del Dent d'Hérens e sul Col Tournanche, sia di proprietà del CAI e gestiti dalla Società Guide del Cervino, sia di proprietà della Società stessa.

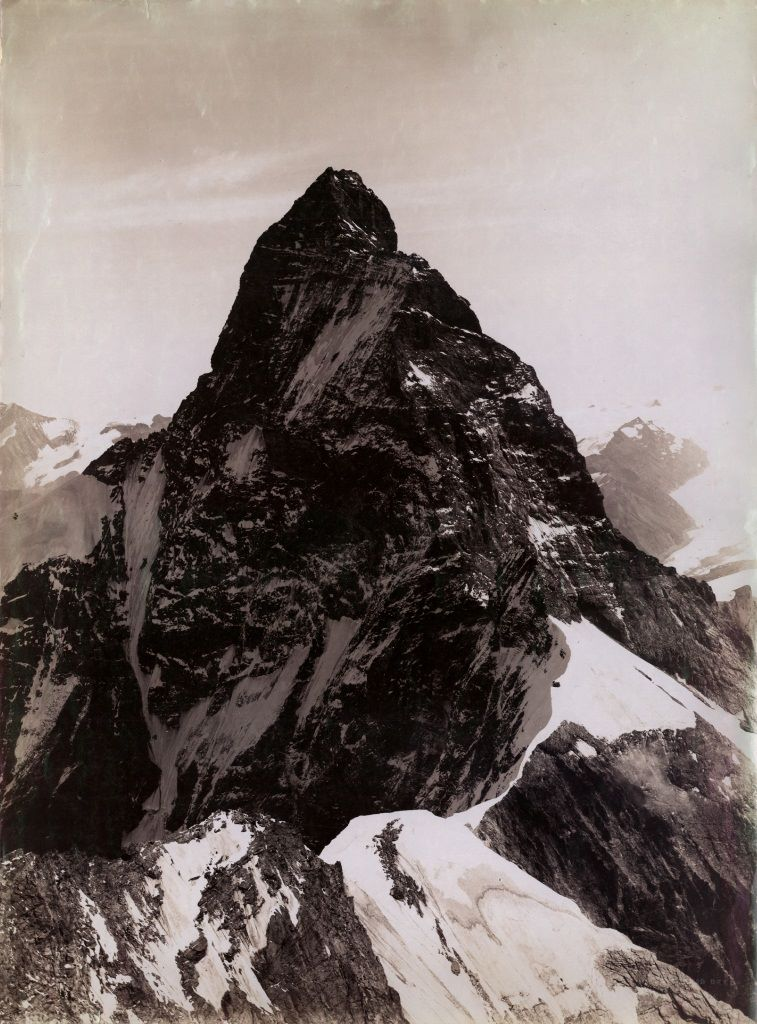
Cresta del Leone del Cervino, 1900 ca.

Nel 1968 venne costruito il rifugio-capanna Jean-Antoine Carrel sul Cervino, più ampio e presente ancora oggi, sostituendo le funzioni della Capanna Luigi Amedeo di Savoia, una decina di metri più in basso rispetto ad essa.
Negli anni '80 vennero costruiti altri rifugi, uno tra tutti il famoso Rifugio Guide del Cervino al Plateau Rosa, più precisamente nel 1984.
Nel 1995 il Club Alpino Italiano cedette la proprietà della Capanna Luigi Amedeo di Savoia alla Società Guide del Cervino, ancora presente sulla Cresta del Leone.
Visto il caldo record registrato nell'estate del 2003 in tutta Europa e sulle Alpi, numerosi crolli dovuti allo scioglimento del permafrost interessarono il Cervino. Queste frane danneggiarono in parte la Capanna Luigi Amedeo di Savoia. La Società Guide del Cervino di conseguenza decisero di preservarla rimuovendola dalla Cresta del Leone nell'estate del 2004 smontandola, portandola a valle e ricostruendola nel centro di Breuil-Cervinia, facendola diventare un monumento storico e un piccolo museo della storia dell'alpinismo sul Cervino.

## Club Amici del Cervino
In occasione del primo centenario della prima ascensione al Cervino, nel 1965, la Società Guide del Cervino istituisce il Club Amici del Cervino con lo scopo di unire tutti coloro i quali hanno effettuato la salita con una guida della Società Guide del Cervino, facendosi essi stessi portatori dei valori e della soddisfazione di aver salito la montagna.
Nel 2002 è stato redatto uno Statuto e da allora il Club ha coordinato numerosi convegni, conferenze, proiezioni e manifestazioni per comunicare l'importanza della storia dell'alpinismo sul Cervino e delle imprese delle guide che fanno parte della Società Guide del Cervino.
Nel 2022, gli iscritti ammontano a oltre 600 persone.

## Rifugi e bivacchi
Attualmente la società è proprietaria e gestisce vari rifugi e bivacchi della Valtournenche:
- Rifugio Jean-Antoine Carrel
- Rifugio Guide del Cervino
- Rifugio Perucca-Vuillermoz
- Bivacco Laura Florio
- Bivacco Giorgio e Renzo Novella
- Bivacco Camillotto Pellissier
- Bivacco Enzo e Nino Benedetti
- Bivacco Oreste Bossi
- Bivacco Paoluccio
- Bivacco Paolo Perelli Cippo
- Bivacco Renzo Rivolta

La sede della Società è dal 2009 la Casa delle Guide del Cervino e da agosto 2012 ospita il Museo delle guide del Cervino.
A carattere museale, la Società Guide del Cervino gestisce la Capanna Luigi Amedeo di Savoia (del 1893), visitabile nel centro di Breuil-Cervinia, nei pressi della sede della Società.